# Coppa Italia di Serie B 2023-2024 (pallavolo)
La Coppa Italia di Serie B 2023-2024 si è svolta dal 27 gennaio al 30 marzo 2024: al torneo hanno partecipato nove squadre di club italiane e la vittoria finale è andata per la prima volta alla Spike Devils.

## Formula
Le squadre partecipanti, prime classificate in ciascuno dei gironi del campionato di Serie B al termine del girone di andata, sono state divise in tre gruppi, ciascuno dei quali ha disputato un girone all'italiana con partite di sola andata, per un totale di tre giornate. La prima classificata di ciascun girone e la miglior seconda classificata hanno acceduto alla fase finale strutturata con semifinali e finale in gara unica.

## Squadre partecipanti
| Squadra         | Qualificazione                                     |
| --------------- | -------------------------------------------------- |
| Arno            | 1ª nel girone di andata Serie B 2023-24 (girone F) |
| Grottaglie      | 1ª nel girone di andata Serie B 2023-24 (girone H) |
| Monselice       | 1ª nel girone di andata Serie B 2023-24 (girone C) |
| Sabini          | 1ª nel girone di andata Serie B 2023-24 (girone E) |
| Sant'Anna       | 1ª nel girone di andata Serie B 2023-24 (girone A) |
| Sassuolo        | 1ª nel girone di andata Serie B 2023-24 (girone D) |
| Scanzorosciate  | 1ª nel girone di andata Serie B 2023-24 (girone B) |
| Spike Devils    | 1ª nel girone di andata Serie B 2023-24 (girone G) |
| SportSpecialist | 1ª nel girone di andata Serie B 2023-24 (girone I) |

## Torneo

### Prima fase

#### Primo gruppo

##### Risultati
| 28 gennaio 2024 Palazzetto dello Sport, San Mauro Torinese Durata: - Spettatori: | Sant'Anna      | 1 - 3 | Scanzorosciate | 25-21, 21-25, 20-25, 23-25 |
| 30 gennaio 2024 Palazzetto Schiavona, Monselice Durata: - Spettatori:            | Monselice      | 3 - 0 | Sant'Anna      | 25-17, 25-18, 25-18        |
| 3 febbraio 2024 Palazzetto dello Sport, Scanzorosciate Durata: - Spettatori:     | Scanzorosciate | 3 - 0 | Monselice      | 25-23, 25-22, 25-19        |

##### Classifica
| Pos. | Squadra        | Pt | G | V | P | SV | SP | Ratio | PF  | PS  | Ratio |
| ---- | -------------- | -- | - | - | - | -- | -- | ----- | --- | --- | ----- |
| 1.   | Scanzorosciate | 6  | 2 | 2 | 0 | 6  | 1  | 6,000 | 171 | 153 | 1,118 |
| 2.   | Monselice      | 3  | 2 | 1 | 1 | 3  | 3  | 1,000 | 139 | 128 | 1,086 |
| 3.   | Sant'Anna      | 0  | 2 | 0 | 2 | 1  | 6  | 0,167 | 142 | 171 | 0,830 |

      Qualificata alle semifinali.

#### Secondo gruppo

##### Risultati
| PalaLiuti, Falconara Marittima Durata: - Spettatori:          | Sabini   | 0 - 3 | Arno     | 19-25, 22-25, 18-25               |
| 31 gennaio 2024 PalaPaganelli, Sassuolo Durata: - Spettatori: | Sassuolo | 2 - 3 | Sabini   | 20-25, 25-19, 21-25, 25-15, 13-15 |
| PalaBagagli, Castelfranco di Sotto Durata: - Spettatori:      | Arno     | 3 - 1 | Sassuolo | 25-23, 25-22, 22-25, 25-23        |

##### Classifica
| Pos. | Squadra  | Pt | G | V | P | SV | SP | Ratio | PF  | PS  | Ratio |
| ---- | -------- | -- | - | - | - | -- | -- | ----- | --- | --- | ----- |
| 1.   | Arno     | 6  | 2 | 2 | 0 | 6  | 1  | 6,000 | 172 | 152 | 1,132 |
| 2.   | Sabini   | 2  | 2 | 1 | 1 | 3  | 5  | 0,600 | 158 | 179 | 0,883 |
| 3.   | Sassuolo | 1  | 2 | 0 | 2 | 3  | 6  | 0,500 | 197 | 196 | 1,005 |

      Qualificata alle semifinali.

#### Terzo gruppo

##### Risultati
| Campus Campitelli, Grottaglie Durata: - Spettatori:                                  | Grottaglie      | 1 - 3 | SportSpecialist | 17-25, 25-11, 20-25, 20-25       |
| 25 gennaio 2024 Palestra IIS Pertini-Montini-Cuoco, Campobasso Durata: - Spettatori: | Spike Devils    | 3 - 1 | Grottaglie      | 21-25, 25-19, 25-23, 27-25       |
| 28 gennaio 2024 PalaCalafiore, Reggio Calabria Durata: - Spettatori:                 | SportSpecialist | 3 - 2 | Spike Devils    | 19-25, 25-15, 21-25, 25-10, 15-8 |

##### Classifica
| Pos. | Squadra         | Pt | G | V | P | SV | SP | Ratio | PF  | PS  | Ratio |
| ---- | --------------- | -- | - | - | - | -- | -- | ----- | --- | --- | ----- |
| 1.   | SportSpecialist | 5  | 2 | 2 | 0 | 6  | 3  | 2,000 | 191 | 165 | 1,158 |
| 2.   | Spike Devils    | 4  | 2 | 1 | 1 | 5  | 4  | 1,250 | 181 | 197 | 0,919 |
| 3.   | Grottaglie      | 0  | 2 | 0 | 2 | 2  | 6  | 0,333 | 174 | 184 | 0,946 |

      Qualificata alle semifinali.

### Fase finale

#### Tabellone
|  | Semifinali      | Semifinali |              |      | Finale | Finale |  |
|  |                 |            |              |      |        |        |  |
|  | Arno            | 3          |              |      |        |        |  |
|  | Arno            | 3          |              |      |        |        |  |
|  | Scanzorosciate  | 2          |              |      |        |        |  |
|  | Scanzorosciate  | 2          |              | Arno | 1      |        |  |
|  |                 |            |              | Arno | 1      |        |  |
|  |                 |            | Spike Devils | 3    |        |        |  |
|  | Spike Devils    | 3          | Spike Devils | 3    |        |        |  |
|  | Spike Devils    | 3          |              |      |        |        |  |
|  | SportSpecialist | 1          |              |      |        |        |  |

#### Risultati

##### Semifinali
| 29 aprile 2024 Palestra IIS Pertini-Montini-Cuoco, Campobasso Durata: 1h:49 - Spettatori: | Arno         | 3 - 2 | Scanzorosciate  | 25-18, 16-25, 12-25, 25-19, 16-14 |
| 29 aprile 2024 Palestra IIS Pertini-Montini-Cuoco, Campobasso Durata: 1h:45 - Spettatori: | Spike Devils | 3 - 1 | SportSpecialist | 25-20, 25-21, 24-26, 25-12        |

##### Finale
| 30 aprile 2024 PalaUnimol, Campobasso Durata: 2h:08- Spettatori: | Arno | 1 - 3 | Spike Devils | 29-31, 25-22, 24-26, 19-25 |

## Premi individuali
| Premio                | Nome                 | Squadra      |
| --------------------- | -------------------- | ------------ |
| MVP                   | Gianmarco Rescignano | Spike Devils |
| Miglior palleggiatore | Sebastiano Berberi   | Arno         |
| Miglior attaccante    | Ivan Zanettin        | Spike Devils |
| Miglior centrale      | Francesco Simoni     | Arno         |
| Miglior libero        | Marco Santucci       | Spike Devils |